# Achada (Curral das Freiras)
Achada é um sítio povoado da freguesia do Curral das Freiras, concelho de Câmara de Lobos, Ilha da Madeira.